# Campeonato Mundial de Esqui Estilo Livre de 2013 - Aerials feminino
A prova do aerials feminino do Campeonato Mundial de Esqui Estilo Livre de 2013 foi disputada entre os dias 6 e 7 de março em Voss na Noruega. Participaram 22 atletas de 8 nacionalidades.

## Medalhistas
| Ouro             | Prata                    | Bronze               |
| Xu Mengtao (CHN) | Veronika Korsunova (RUS) | Danielle Scott (AUS) |

## Resultados

### Qualificação
22 atletas participaram do processo qualificatório. Os 12 melhores avançaram para a final.
| Pos. | Bib | Esquiadora             | Nacionalidade  | Salto 1 | Salto 2 | Notas |
| ---- | --- | ---------------------- | -------------- | ------- | ------- | ----- |
| 1    | 1   | Xu Mengtao             | China          | 93.76   |         | Q     |
| 2    | 23  | Kong Fanyu             | China          | 85.99   |         | Q     |
| 3    | 5   | Zhang Xin              | China          | 84.42   |         | Q     |
| 4    | 7   | Danielle Scott         | Austrália      | 81.49   |         | Q     |
| 5    | 16  | Veronika Korsunova     | Rússia         | 80.62   |         | Q     |
| 6    | 4   | Laura Peel             | Austrália      | 79.06   |         | Q     |
| 7    | 6   | Nadiya Didenko         | Ucrânia        | 75.60   | 84.60   | Q     |
| 8    | 8   | Tanja Schärer          | Suíça          | 72.79   | 82.84   | Q     |
| 9    | 2   | Emily Cook             | Estados Unidos | 57.45   | 82.53   | Q     |
| 10   | 21  | Xu Sicun               | China          | 59.16   | 79.69   | Q     |
| 11   | 14  | Samantha Wells         | Austrália      | 54.23   | 78.43   | Q     |
| 12   | 3   | Lydia Lassila          | Austrália      | 63.80   | 76.54   | Q     |
| 13   | 15  | Alina Gridneva         | Rússia         | 51.62   | 74.97   |       |
| 14   | 9   | Kiley Mckinnon         | Estados Unidos | 75.11   | 74.34   |       |
| 15   | 10  | Allison Lee            | Estados Unidos | 54.49   | 73.95   |       |
| 16   | 12  | Olga Polyuk            | Ucrânia        | 35.96   | 72.13   |       |
| 17   | 20  | Zhanbota Aldabergenova | Cazaquistão    | 68.64   | 70.47   |       |
| 18   | 22  | Zhibek Arapbayeva      | Cazaquistão    | 58.22   | 55.64   |       |
| 19   | 11  | Madison Olsen          | Estados Unidos | 63.18   | 55.39   |       |
| 20   | 17  | Sabrina Guerin         | Canadá         | 73.08   | 50.40   |       |
| 21   | 19  | Nadiya Mokhnatska      | Ucrânia        | 50.02   | 38.74   |       |
| 22   | 13  | Anastasiya Novosad     | Ucrânia        | DNS     | DNS     |       |

### Final
Os 12 atletas disputaram no dia 7 de fevereiro a final da prova.
| Pos.              | Bib | Esquiadora         | Nacionalidade  | Salto 1 | Salto 2 | Salto 3 |
| ----------------- | --- | ------------------ | -------------- | ------- | ------- | ------- |
| Medalha de ouro   | 1   | Xu Mengtao         | China          | 82.95   | 90.82   | 98.53   |
| Medalha de prata  | 16  | Veronika Korsunova | Rússia         | 87.88   | 80.04   | 75.26   |
| Medalha de bronze | 7   | Danielle Scott     | Austrália      | 84.73   | 82.07   | 74.10   |
| 4                 | 21  | Xu Sicun           | China          | 86.62   | 75.40   | 38.42   |
| 5                 | 3   | Lydia Lassila      | Austrália      | 85.99   | 73.32   |         |
| 6                 | 14  | Samantha Wells     | Austrália      | 84.10   | 61.42   |         |
| 7                 | 8   | Tanja Schärer      | Suíça          | 83.47   | 47.56   |         |
| 8                 | 4   | Laura Peel         | Austrália      | 86.31   | 43.00   |         |
| 9                 | 6   | Nadiya Didenko     | Ucrânia        | 82.21   |         |         |
| 10                | 2   | Emily Cook         | Estados Unidos | 80.95   |         |         |
| 11                | 23  | Kong Fanyu         | China          | 80.01   |         |         |
| 12                | 5   | Zhang Xin          | China          | 55.44   |         |         |

Legenda
| Recorde mundial       | Recorde mundial (World record)               |                       | Recorde africano                      | Recorde africano (African) |                                           | Q | Classificado por posição (Qualified) |
| Recorde do campeonato | Recorde do campeonato (Championship record)  | Recorde da América    | Recorde da América (Americas)         | q                          | Classificado por melhor tempo (Qualified) |   |                                      |
| Melhor marca do ano   | Melhor marca do ano (World leading)          | Recorde asiático      | Recorde asiático (Asian)              | DNS                        | Não largou (Did not start)                |   |                                      |
| Recorde nacional      | Recorde nacional (National record)           | Recorde europeu       | Recorde europeu (European)            | DNF                        | Não terminou (Did not finish)             |   |                                      |
| Recorde pessoal       | Recorde pessoal do atleta (Personal best)    | Recorde da Oceania    | Recorde da Oceania (Oceania)          | DSQ / DQ                   | Desclassificado (Disqualified)            |   |                                      |
| Recorde da temporada  | Recorde da temporada do atleta (Season best) | Recorde sul-americano | Recorde sul-americano (South America) | NM                         | Sem marca (No mark)                       |   |                                      |